# Brigada 23 Infanterie (1916-1918)
Brigada 23 Infanterie a fost o mare unitate de nivel tactic, care s-a constituit la 14/27 august 1916 prin mobilizarea unor unități și subunități de rezervă, din compunerea Comandamentului II Teritorial: Regimentul 44 Infanterie - (Pitești) și Regimentul 68 Infanterie - (Găiești). Brigada a făcut parte din organica  Diviziei 12 Infanterie.:p. 69
La intrarea în război, Brigada 23 Infanterie a fost comandată de colonelul (rz.) Dumitru Ștefănescu. Brigada 23 Infanterie a participat la acțiunile militare pe frontul românesc, pe toată perioada războiului, între 14/27 august 1916 - 28 octombrie/11 noiembrie 1918.

## Participarea la operații

### Campania anului 1916
În campania anului 1916 Brigada 23 Infanterie a participat la acțiunile militare în dispozitivul de luptă al Diviziei 12 Infanterie participând la  Acțiunile militare din Dobrogea, Operația de apărare a trecătorilor și  Bătălia din zona Bran-Câmpulung. 

### Campania anului 1917
În campania anului 1917 Brigada 23 Infanterie a participat la acțiunile militare în dispozitivul de luptă al Diviziei 12 Infanterie , participând la Bătălia de la Mărășești . În această campanie, brigada a fost comandată de colonelul Ștefan Ștefănescu.

## Ordinea de bătaie

### La mobilizarea din 1916
La declararea mobilizării, la 27 august 1916, Brigada 23 Infanterie a făcut parte din compunerea de luptă a Diviziei 12 Infanterie, alături de Brigada 24 Infanterie și Regimentul 22 Artilerie. Ordinea de bătaie a brigăzii era următoarea:

- Brigada 23 Infanterie

- Regimentul 44 Infanterie
- Regimentul 68 Infanterie

### Reorganizări pe perioada războiului
În prima jumătate a anului 1917, Brigada 23 Infanterie s-a reorganizat în spatele frontului. Brigada a fost inclusă în compunerea de luptă a Diviziei 12 Infanterie, alături de Brigada 24 Infanterie și Brigada 12 Artilerie. Ordinea de bătaie a brigăzii era următoarea::p. 192>
- Brigada 23 Infanterie

- Regimentul 45/60 Infanterie
- Regimentul 46/61 Infanterie

## Comandanți
- Colonel Dumitru Ștefănescu
- Colonel Ștefan Ștefănescu